# NGC 4419
NGC 4419 је спирална галаксија у сазвежђу Береникина коса која се налази на NGC листи објеката дубоког неба.
Деклинација објекта је + 15° 2' 52" а ректасцензија 12h 26m 56,4s. Привидна величина (магнитуда) објекта NGC 4419 износи 11,2 а фотографска магнитуда 12,1. Налази се на удаљености од 16 милиона парсека од Сунца. NGC 4419 је још познат и под ознакама UGC 7551, MCG 3-32-38, CGCG 99-54, VCC 958, IRAS 12244+1519, PGC 40772.